# Paul Follen
Paul Follen (* 5. Mai 1799 in Gießen; † 3. Oktober 1844 in Dutzow, Missouri, USA; auch: Paul Follenius) war ein deutschamerikanischer Rechtsanwalt, Schriftsteller und Farmer.

## Leben
Sein Vater war der Justizbeamte Christoph Follenius (1759–1833), seine Mutter Rosine Follenius (1766–1799). Der Vater prägte ihn durch eine christliche Erziehung.
Er war der Bruder von Adolf Ludwig Follen und Karl Follen. Seine Schwester Louise musste mit ihrem Mann Philipp Friedrich Wilhelm Vogt in die Schweiz emigrieren. Deren Sohn, der Naturwissenschaftler Carl Vogt, emigrierte dann endgültig nach der 48’er Revolution in die Schweiz. Paul war mit Maria Münch, der Schwester seines Freundes Friedrich Münch verheiratet.
Während seines Studiums wurde er in Gießen 1817 Mitglied der christlich-teutschen Burschenschaft/Ehrenspiegelburschenschaft und 1819 der Gießener Allgemeinen Burschenschaft Germania.
1833 gründete der Hofgerichtsadvokat Follen mit seinem Schwager Pfarrer Friedrich Münch die Gießener Auswanderungsgesellschaft, um in den Vereinigten Staaten einen deutschbesiedelten Bundesstaat als Vorbild für eine zukünftige deutsche Republik zu errichten. Es gelang ihnen, 500 Ausreisewillige 1834 nach Amerika zu bringen. Die Utopie vom eigenen Staat musste jedoch bald aufgegeben werden.
Münch und Follen ließen sich nahe dem Zusammenfluss von Missouri und Mississippi in Dutzow im Warren County (Missouri) als Farmer nieder. Der Ort war 1832 von Baron von Bock gegründet worden.
Schon sein Bruder, der Politiker und Schriftsteller Karl Follen hatte 1819 vorgehabt, in Amerika eine Deutsche Universität zu gründen. Er floh dann aber erst nach Basel, bis er ausgewiesen wurde und 1824 in die USA emigrierte.